# Płuhów (gmina)
Płuhów – dawna gmina wiejska w powiecie złoczowskim województwa tarnopolskiego II Rzeczypospolitej. Siedzibą gminy był Płuhów.
Gminę utworzono 1 sierpnia 1934 r. w ramach reformy na podstawie ustawy scaleniowej z dotychczasowych gmin wiejskich: Bronisławówka, Krasnosielce, Łuka, Płuhów, Podlipce, Ryków, Trościaniec Mały i Zarwanica.
Po II wojnie światowej obszar gminy został odłączony od Polski i włączony do Ukraińskiej SRR.